# Ломба-да-Фазенда
Ломба-да-Фазенда (порт. Lomba da Fazenda)  —  район (фрегезия) в Португалии,  входит в округ Азорские острова. Расположен на острове Сан-Мигел. Является составной частью муниципалитета  Нордеште. Население составляет 844 человек на 2011 год. Занимает площадь 14,77 км².